# El viejo guitarrista ciego
El viejo guitarrista ciego és un quadre realitzat pel pintor cubista malagueny Pablo Picasso. Aquest quadre va ser pintat el 1903 mitjançant la tècnica d'oli sobre llenç, i les seves mesures són de 121cm d'alt × 92cm d'ample. En l'actualitat es troba a l'Institut d'Art de Chicago, Estats Units. És un dels quadres més característics del Període blau de Picasso.

## Descripció
Aquest quadre mostra la imatge lànguida d'un captaire tocant la guitarra, en el qual predominen els característics tons blaus de l'anomenat Període blau de Picasso. Mitjançant l'ús d'aquestes tonalitats fredes (fins i tot en el color de la pell), accentua la tristesa de l'ancià. Malgrat això, manté la guitarra d'un color marró, com a mostra d'esperança per al captaire, ja que es tracta del seu únic mitjà de subsistència. A més es tracta d'un element de contrast en el quadre, ja que les línies corbes de la guitarra es diferencien molt del cos prim i angulós del vell. Són aquestes característiques allargades les que recorden al manierisme, en concret a l'estil d'El Greco.

## Context
El viejo guitarrista ciego va ser realitzat durant el Període blau de Picasso, que abasta des del suïcidi de l'amic del pintor, Carles Casagemas el 1901, fins al seu establiment a París el 1904, que dona origen al període Rosa de Picasso. Durant aquesta època, Picasso vivia a Barcelona i es dedicava a reflectir en els seus quadres la pobresa (que el mateix havia experimentat fins al 1902), l'aïllament i el pessimisme amb els quals se sentia tan identificat. La ceguesa va passar a ser un tema recurrent al llarg de la seva obra, motivat per la seva por a perdre la vista, com li va ocórrer prèviament al seu pare. Recentment, en el seminari “La época azul: nuevas lecturas a través del estudio técnico” al Museu Picasso (febrer de 2015), es van donar a conèixer una sèrie de nous descobriments sobre aquest quadre del pintor malagueny. Un estudi del quadre realitzat amb llum rasant va revelar una sèrie d'esbossos realitzats pel pintor abans del resultat final. En ells es pot observar la imatge d'una maternitat, que es troba també en una carta de Picasso a Max Jacob. També s'ha revelat un altre quadre sota l'esbós de la maternitat, que mostra una dona que es troba a La Vida. A més d'això, també s'han revelat una sèrie d'alteracions del propi quadre del vell guitarrista cec.